# Dolné Orešany
Dolné Orešany jsou obec na Slovensku v okrese Trnava. Rozkládají se na východním úpatí Malých Karpat na severním okraji trnavské sprašové tabule. Žije v nich přibližně 1 400 obyvatel.

## Historie
První písemná zmínka o Dolných Orešanech pochází z roku 1235. Jde o záznam v listině vydané ostřihomskouskou kapitulou, v níž se uvádí soupis majetku, který spadá pod panství hradu Červený Kameň.
V roce 1241 vpadli do Pováží tatarští nájezdníci a zdecimovali zdejší obyvatelstvo. Tento úbytek poddaných řešili uherští králové tím, že řídce osídlené oblasti dosídlili „hosty“ z německé oblasti Svaté říše římské. Ve 14. století tak byly kolonizovány lokality na jižní straně Malých Karpat. Zdejší vesnice se tak stávaly dvojjazyčné, slovensko-německé. V písemných dokumentech z té doby se Orešany nazývají Slovenské Orešany (Windisch Nussdorf, Vila Nucum slavonicalis).
Od konce 14. století se již v některých pramenech objevují dvoje Orešany: dnešní Dolné Orešany jsou uváděny pod názvem Slovenské Orešany a Horné Orešany jako Německé Orešany (Deutsche Nussdorf, Vila Nucum Theutonicalis). Ve 14. století byl v Dolných Orešanech postaven gotický kostel, který zde stojí dodnes.
V roce 1466 Orešany téměř vypálilo vojsko husitských bratříků, jež si vybudovalo ve Velkých Kostoľanech tábor. Kolem roku 1500 byly Dolné Orešany povýšeny na městečko. Získaly tak mimo jiné právo používat vlastní znak a konat výroční trhy. Obec díky nim zřejmě zbohatla, takže si mohla dovolit přistavět v letech 1518–1521 ke kostelu věž a roku 1525 i oltářní část (pastoforium). V roce 1543 byla v Orešanech založena i škola. Porážka uherských vojsk v bitvě u Moháče v roce 1526 a následné spory o uherskou korunu vedly k dlouhotrvajícím bojům o moc provázeným pustošením a loupeživými nájezdy osmanských Turků, kteří se roku 1575 zmocnili hradu Červený Kameň a loupili vraždili v jeho okolí. Tomuto řádění se nevyhnuly ani Orešany.
Za protihabsburského povstání Gabriela Bethlena (1618–1626) byla vesnice vypálena. Po bitvě na Bílé hoře se zde na nějaký čas usadili Habáni. V roce 1640 se kostel dočkal nových dřevěných varhan. V druhé polovině 17. století opět zesílily turecké nájezdy, jež vyvrcholily 15. srpna 1663 vypálením vesnice a odvlečením řady jejích obyvatel do zajetí. V roce 1690 shořela fara a s ní i kronika obce a matrika.
V době protihabsburského povstání Františka II. Rákócziho v letech 1703–1711 byly Orešany dvakrát vypáleny císařským vojskem a jednou Rákócziho kuruckým vojskem. V letech 1708–1710 zemřelo v Dolných Orešanech v rámci morové epidemie 28 lidí. Roku 1715 postavili občané vděční za ústup morové vlny na dolním konci obce kapličku zasvěcenou Nejsvětější Trojici. V letech 1737–1749 však přišla další, ještě ničivější morová vlna, při níž zemřelo celkem 133 lidí. Při třetí morové vlně v roce 1796 zemřelo 127 lidí.
Mor se objevil i v následujícím století, a sice v letech 1809–1810, 1831–1849 a 1866. Přelom století zastihl Orešany v těžké hospodářské situaci. Vinohrady, jež byly po staletí zdrojem příjmů zdejších obyvatel, byly v roce 1900 už zničené mšičkou, což podnítilo hromadné vystěhovalectví, zejména do USA. V roce 1914 občané z vlastních úspor založili tzv. Potravné družstvo, jež mělo 42 členů. Na bojištích první světové války položilo život 41 obyvatel Dolných Orešan. Zemědělský charakter obce se nezměnil ani po roce 1918.
V roce 1923 byla kostelní věž osazena novými zvony. Roku 1929 byla obec elektrifikována.

## Vinařství
Velká zásluha na rozvoji vinařství ve zdejší oblasti je připisována dceři německého císaře Jindřicha Markétě, která jako manželka slavonského knížete Ludvíka Štěpána nechala na svazích Malých Karpat, jež se svou polohou a složením podobaly svahům okolo Rýna, vysadit z Německa dovezené keře vinné révy a pozvala k jejich obdělávání německé vinaře.
Ve 14. století už vlastnili vinice v katastru obce i měšťané z nedaleké Trnavy. V roce 1437 se v Dolných Orešanech urodilo 4200 věder vína, což je zhruba 2260 hektolitrů.
Vínu z Orešan se v průběhu 16. století dostávalo častých ocenění bratislavské župy. Pochvalně se o něm zmiňuje i listina z roku 1579, která je dnes uložena v archivu na Smolenickém zámku. Běžná roční produkce vína činila v těchto letech asi 2700 hektolitrů. V letech 1880–1890 postihly zdejší vinice choroby vinné révy a neúroda, což mělo za následek, že se vinaři postupně přestali starat o vinice, které záhy zarostly.
Kolem roku 1900 už byla většina vinic zničena mšičkou a jinými chorobami a zdejší vinařství se octlo v krizi. Teprve v letech 1908–1910 se začali vracet někteří vystěhovalci z Ameriky a počali vysazovat nové vinice. Používali k tomu odrůdy evropské révy naroubované na odolné podnože vyšlechtěné z amerických odrůd. Tyto snahy načas přerušila 1. světová válka. Po roce 1918 se však z Ameriky vrátila řada vystěhovalců, kteří spolu s domácími začali obnovovat orešanské vinice. Šlo zejména o odrůdu Modrý portugal a celou řadu bílých odrůd. V období 30. let již byla většina vinic v plné síle, na zdejší vinařství však dolehla hospodářská krize. Situace se začala zlepšovat až založením velkoskladu vína s lisovnou a rozlehlým sklepem po roce 1932.

## Pamětihodnosti
- Římskokatolický kostel Nanebevzetí Panny Marie z roku 1390.
- Kaple Nejsvětější Trojice z roku 1713.
- V katastru obce objevili archeologové v roce 2005 keltské hradiště.[4]
- Ve 20. století došlo v okolí obce ke třem hromadným nálezům historických mincí. K prvnímu nálezu došlo v roce 1905, kdy bylo ve sklepě jednoho domu nalezeno 39 stříbrných tolarů a půltolarů. K dalšímu nálezu došlo roku 1947. Tehdy se našlo 55 stříbrných mincí při překopávání vinice. K poslednímu nálezu došlo v roce 1960. Při kopání sklepa tehdy několik občanů nalezlo nezjištěný počet stříbrných mincí. Nález však nepřihlásili a mince si rozebrali. Později jeden z nich anonymně odevzdal 31 mincí Západoslovenskému muzeu. Nejmladší z odevzdaných mincí byl augsburský batzen z roku 1519, z čehož lze usuzovat, že k ukrytí mincí došlo někdy v první čtvrtině 16. století.[3]
- V katastrálním území obce leží přírodní rezervace Bolehlav.

## Osobnosti
V obci se narodil voják Gabriel Kocmál.

## Galerie

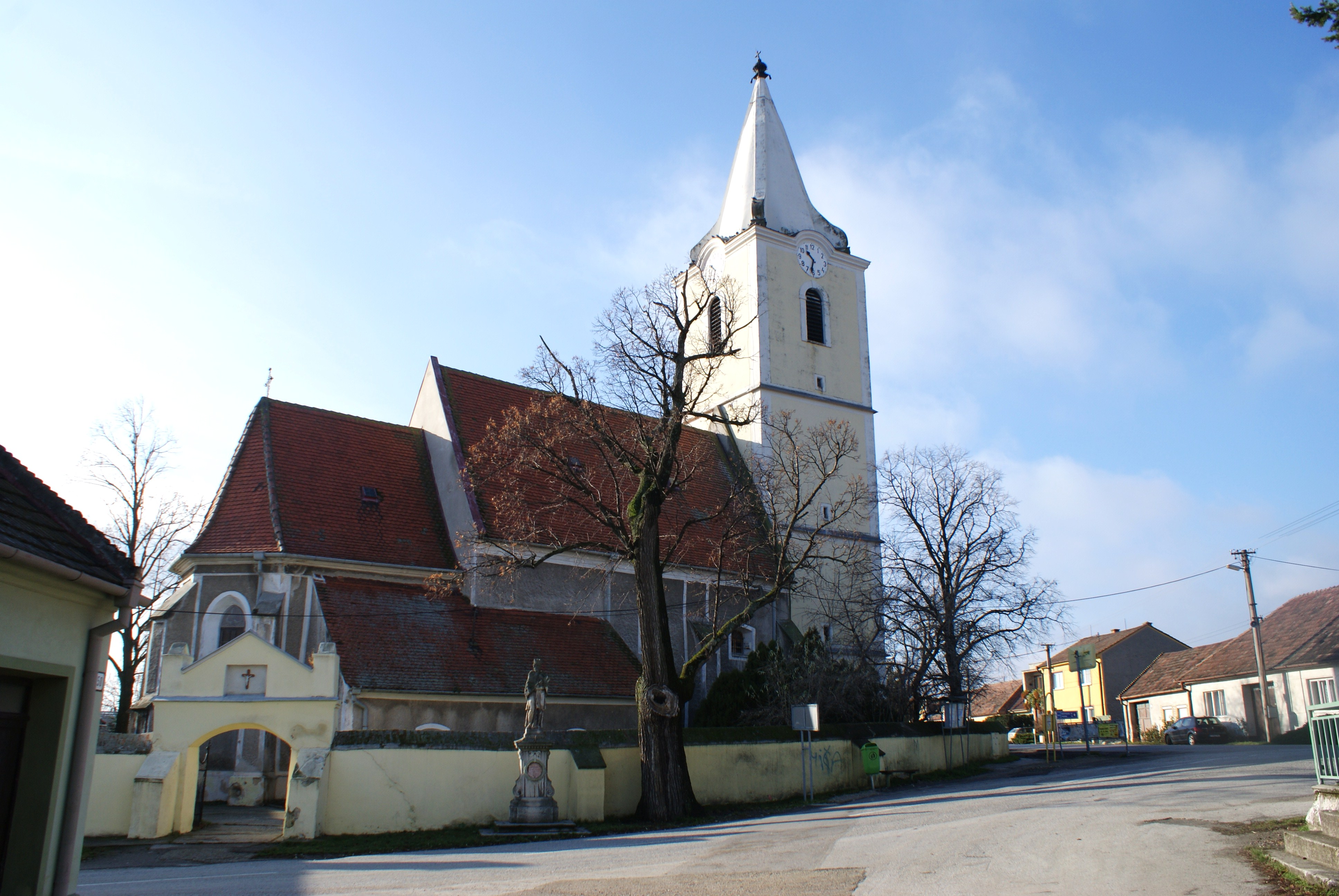
Kostel
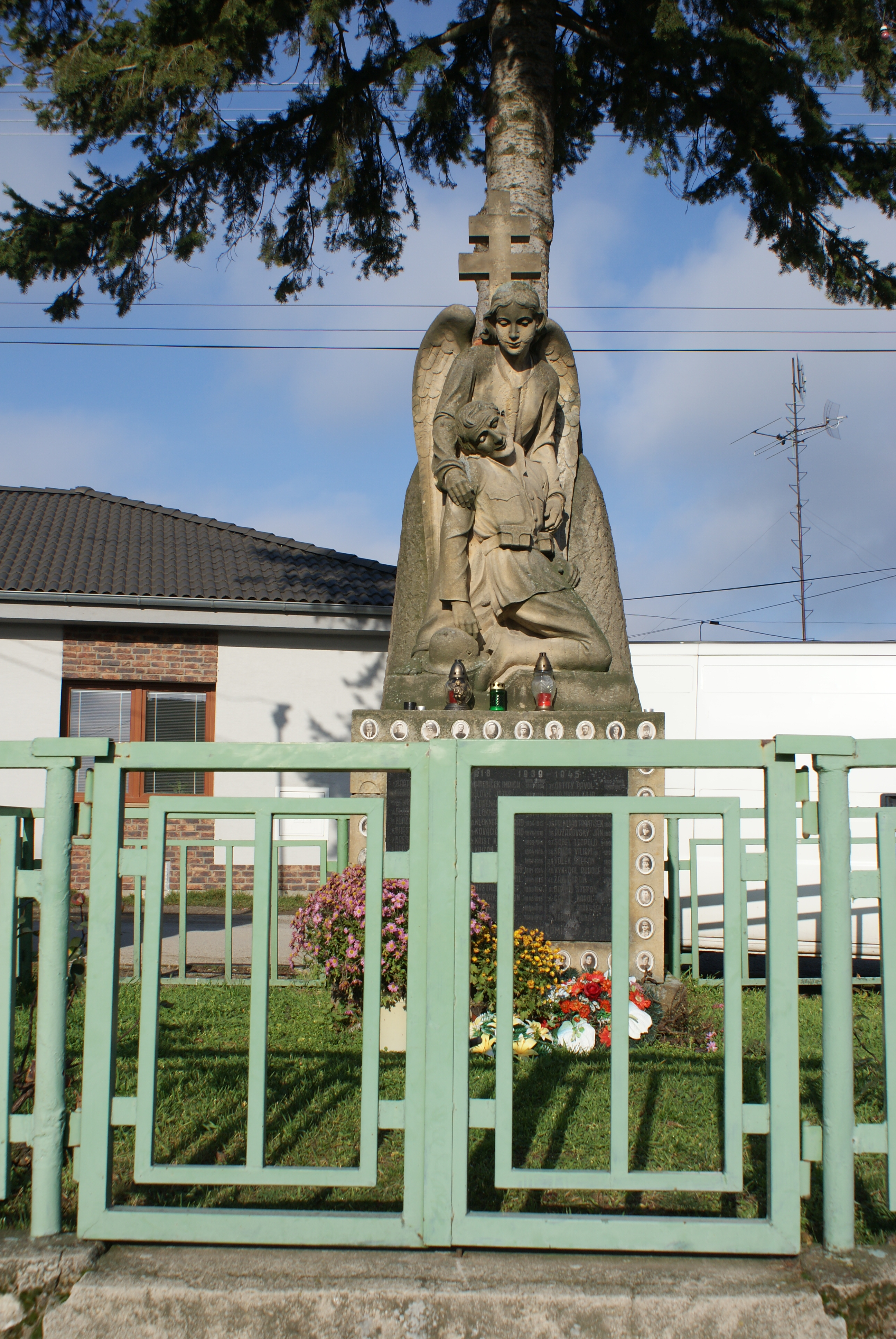
Pomník padlým
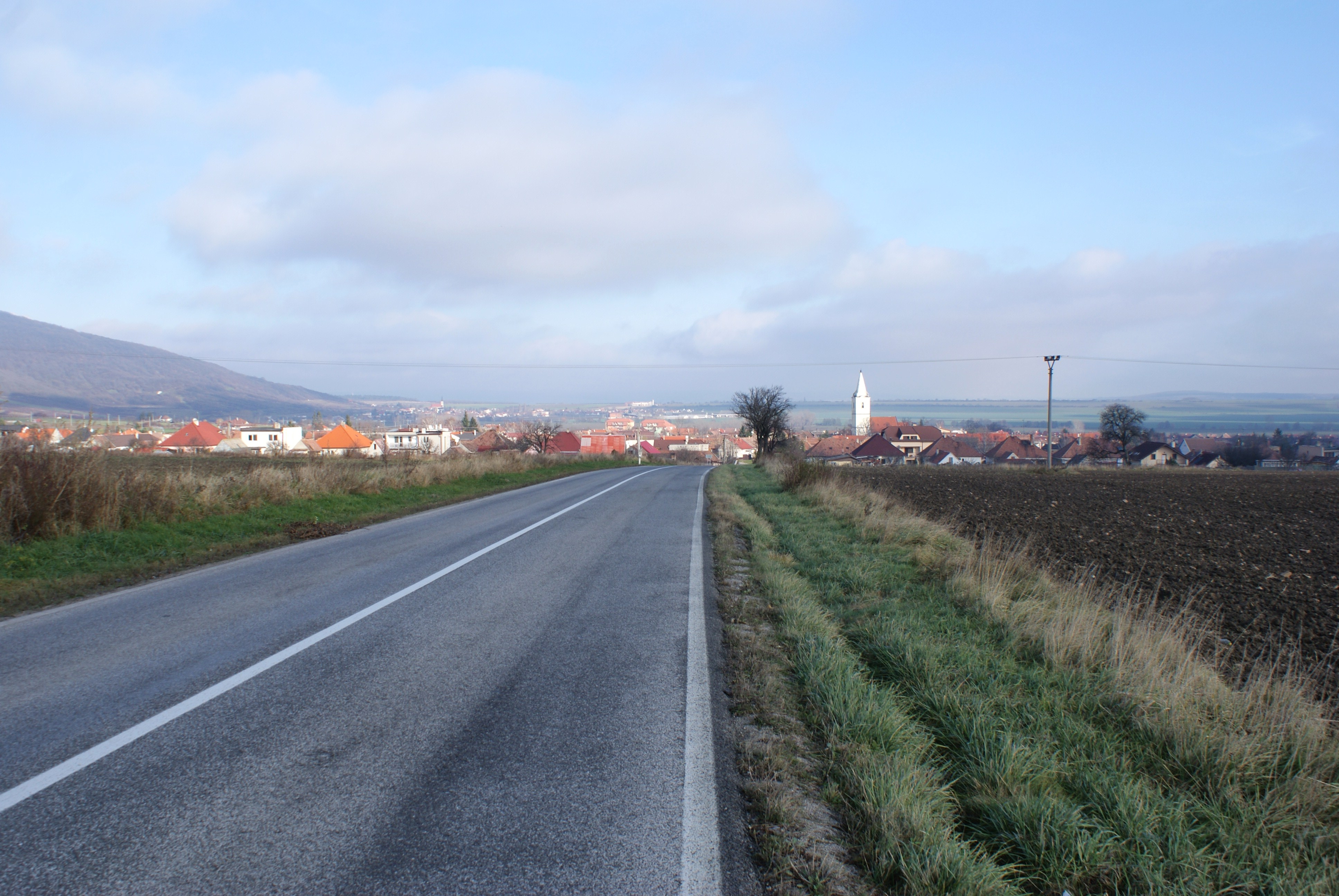
Pohled z dálky
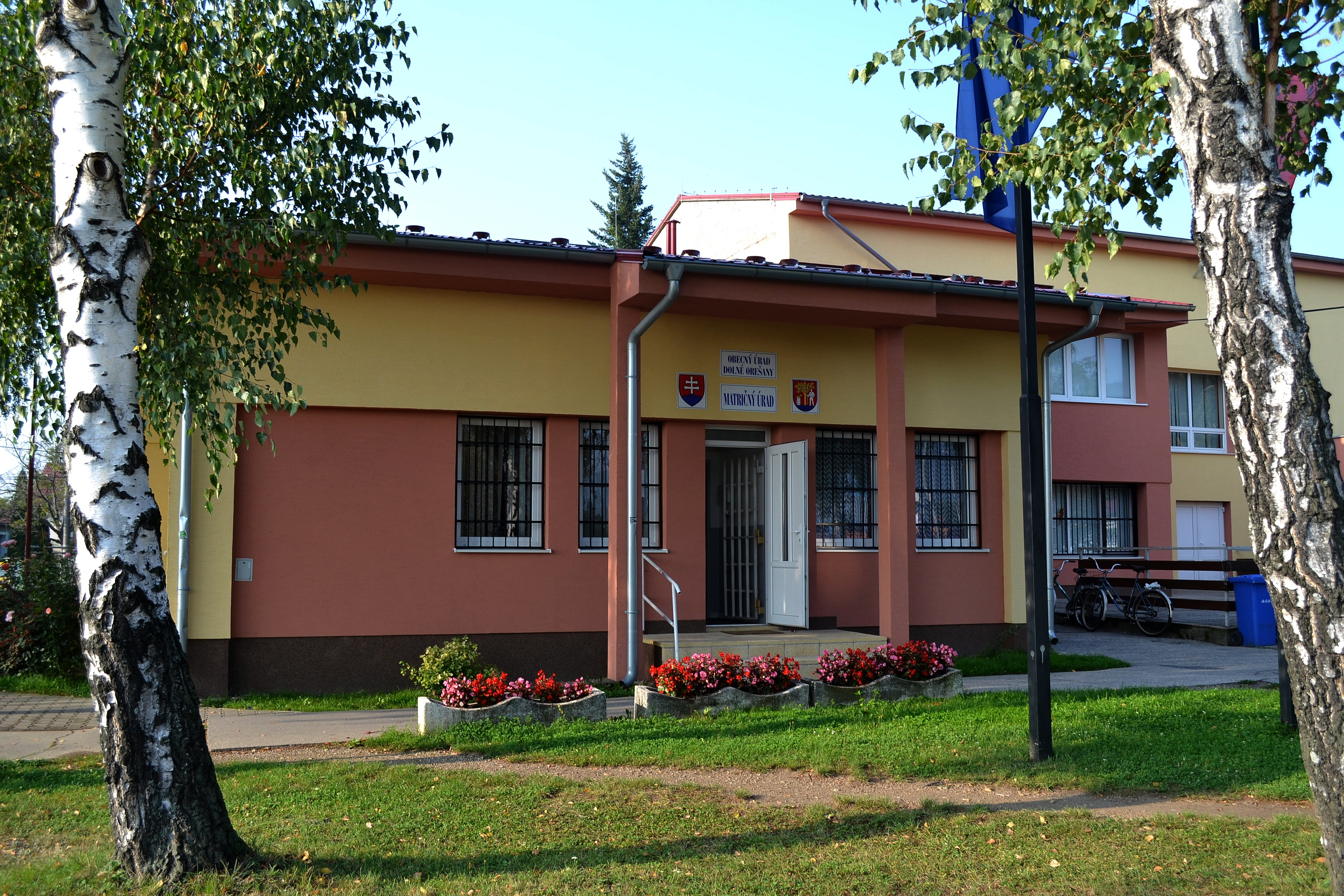
Obecní úřad
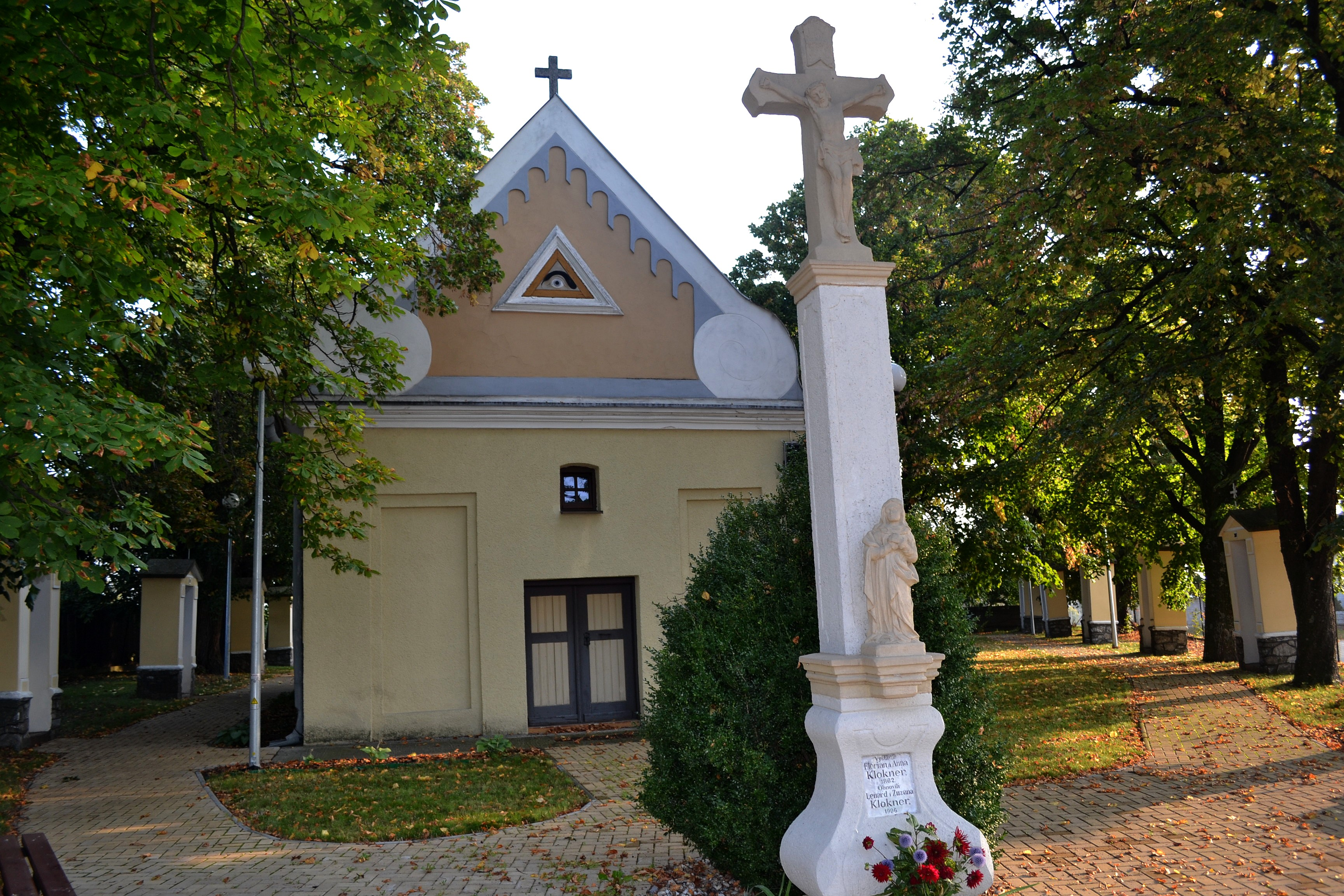
Kaplička Nejsvětější Trojice
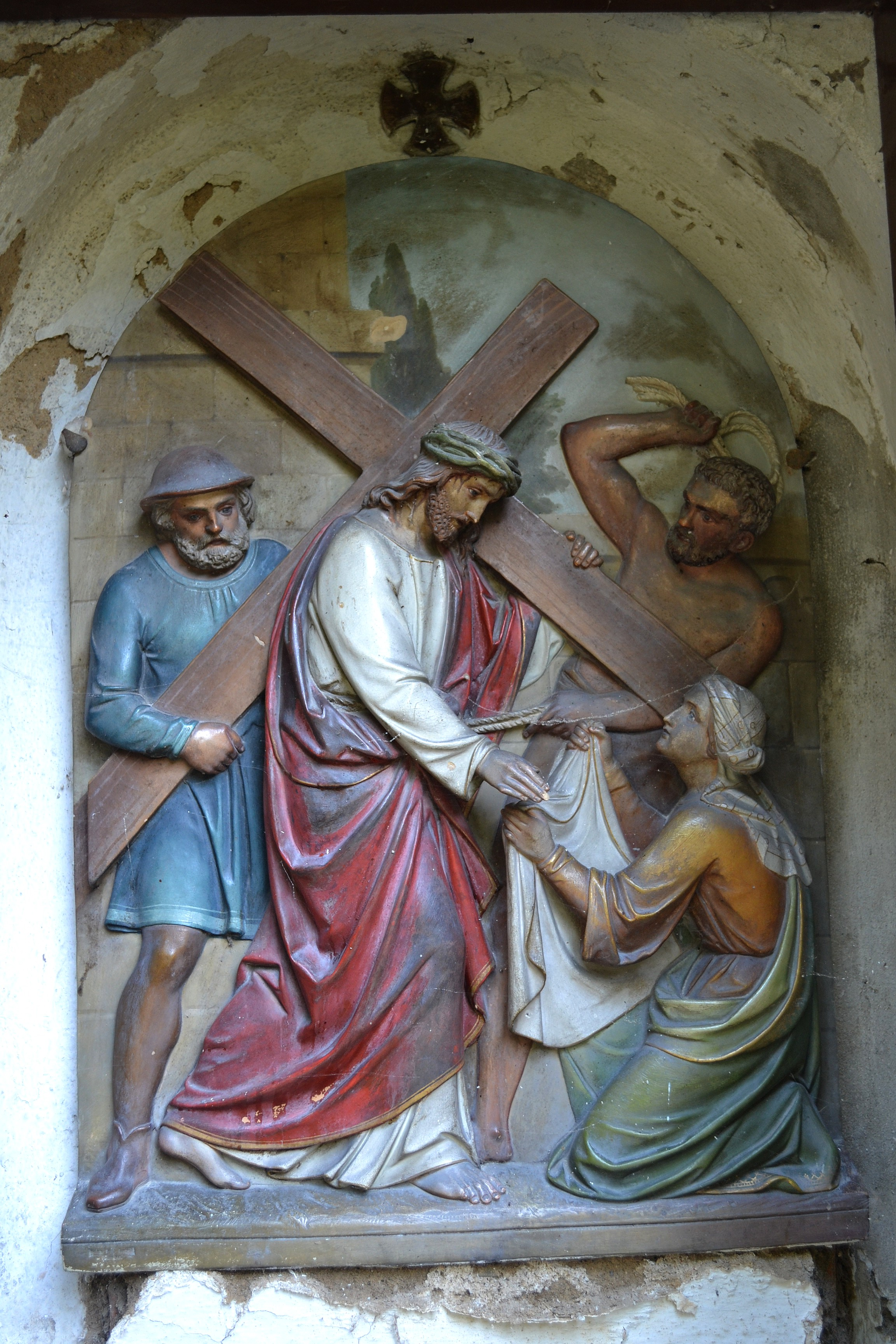
Křížová cesta